# Yucca periculosa
Yucca periculosa es una especie de planta fanerógama perteneciente a la familia Asparagaceae con el nombre común de Izote.

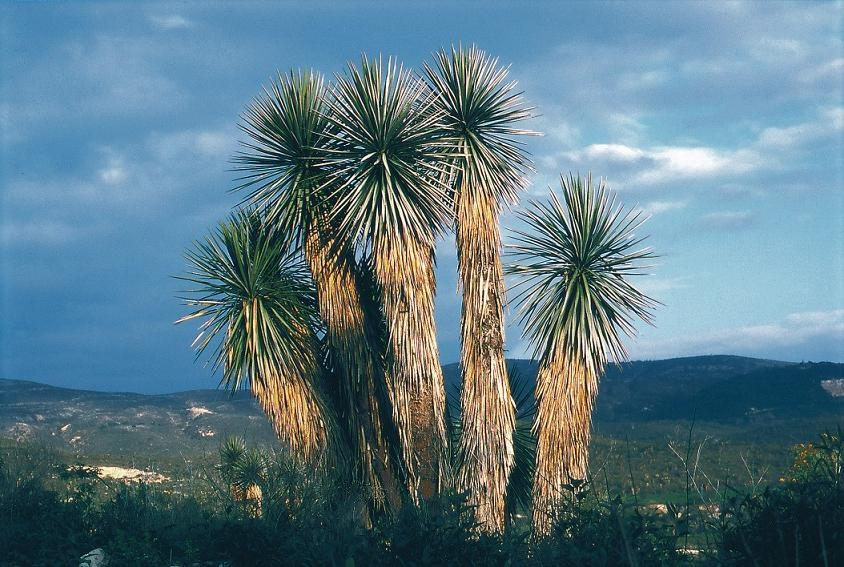
Vista de la planta

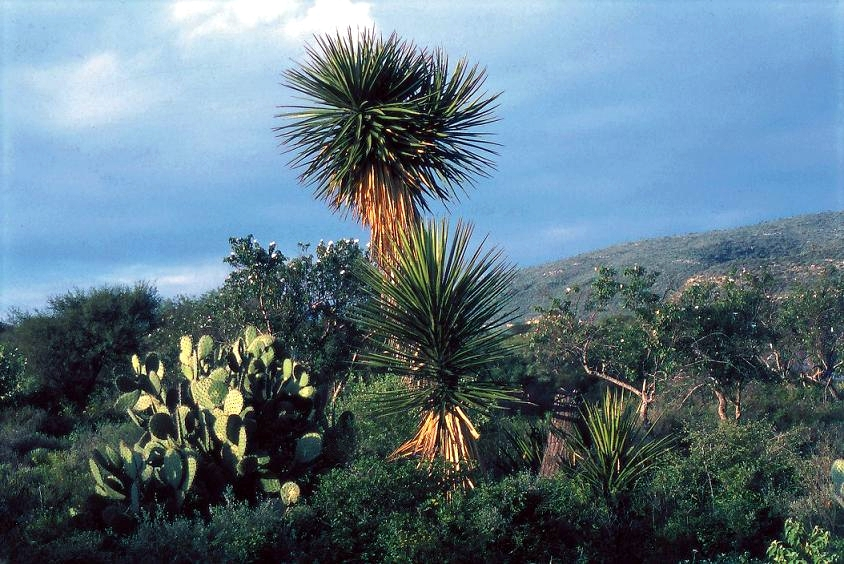
En su hábitat

## Distribución y hábitat
Es originaria de los estados mexicanos de Veracruz, Morelos, Guerrero, Puebla y Oaxaca. Está asociada con Agave stricta, Agave peacockii, Agave kerchovei, Agave marmorata, Agave titanota, Agave triangularis y Agave salmiana y con especies del género Lysiloma y varias especies de cactus.

## Descripción

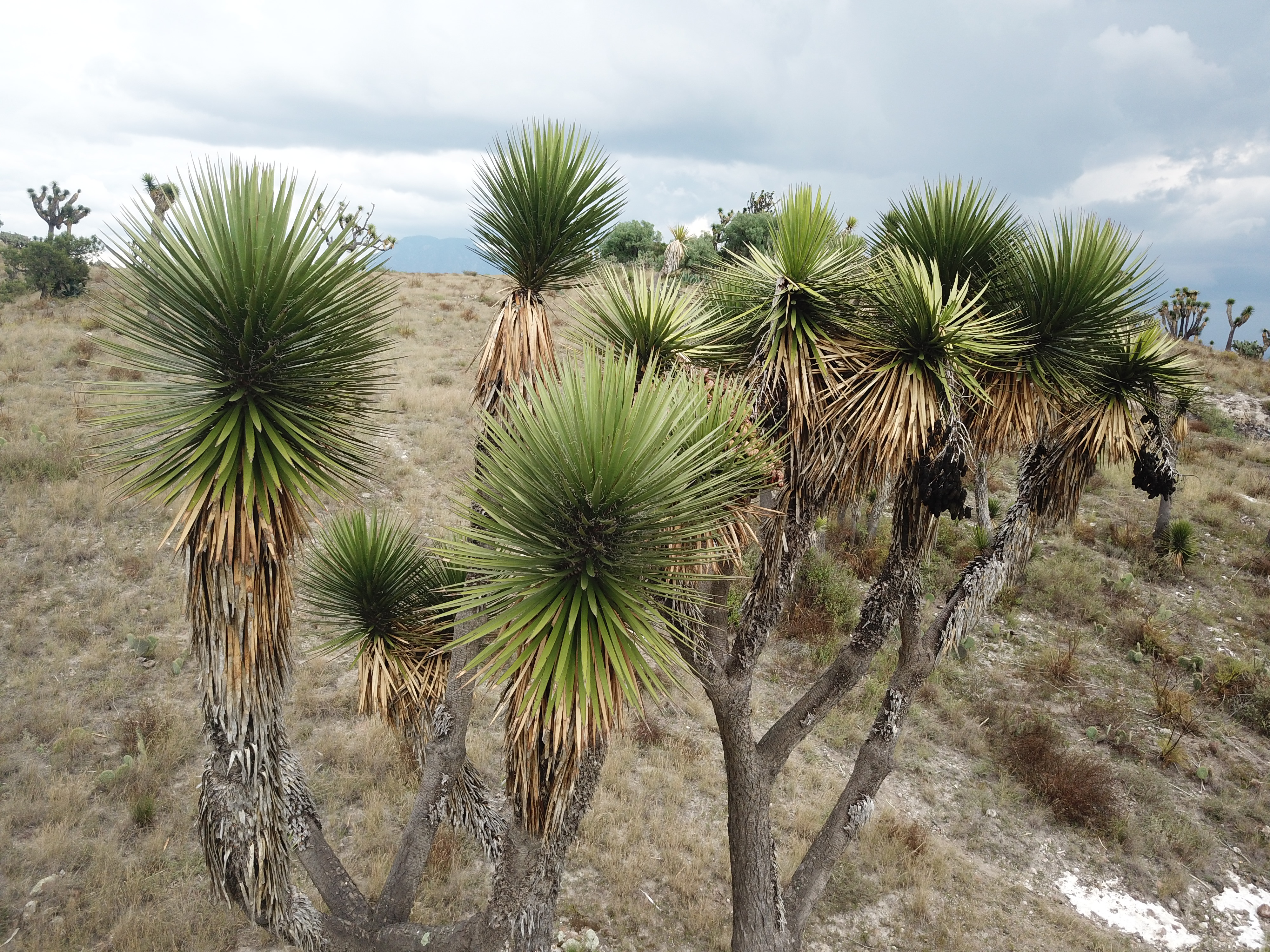
Izote con racimos de vainas de semillas (Racimos de color negro)

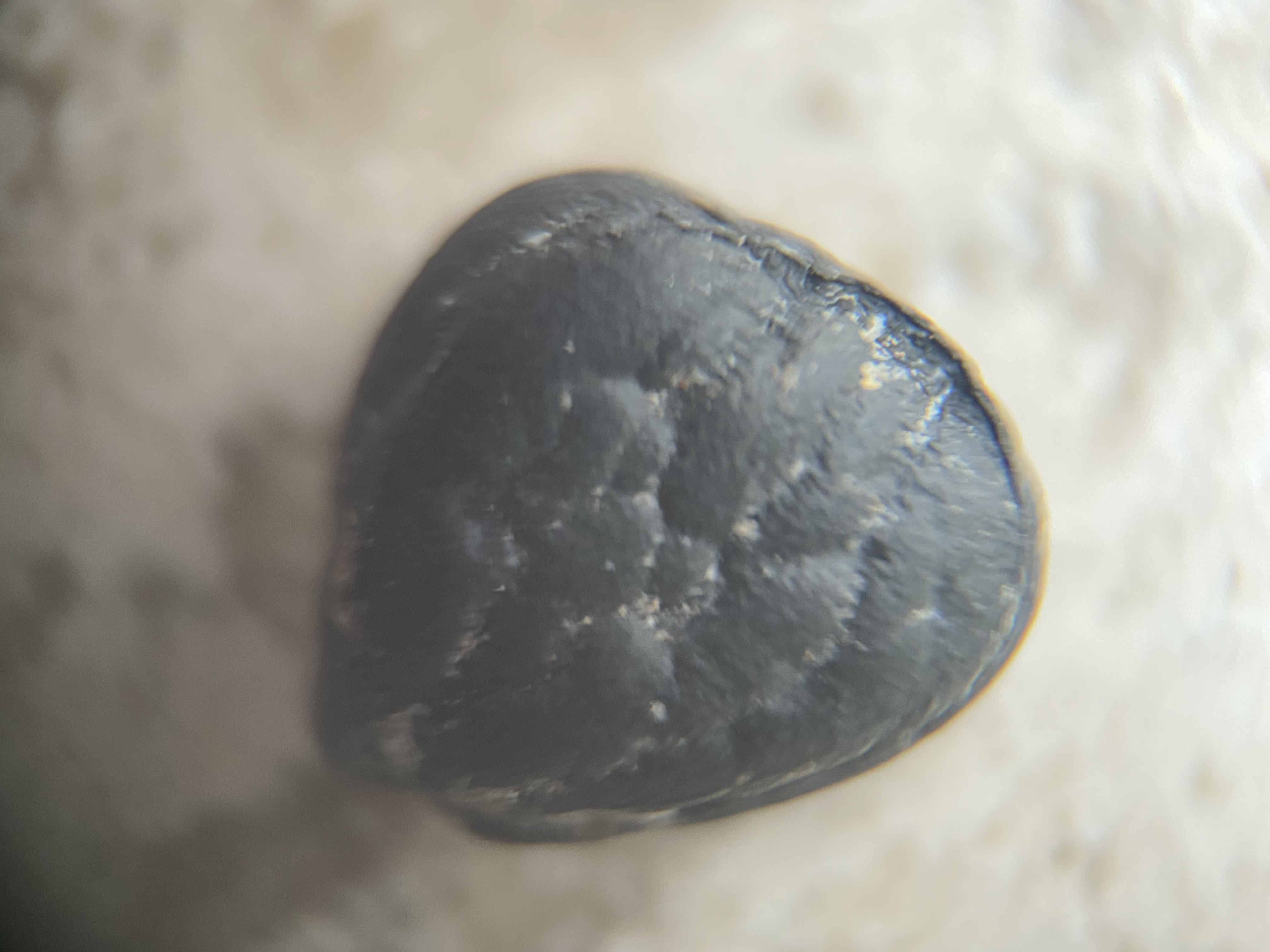
Superficie de la semilla de Izote

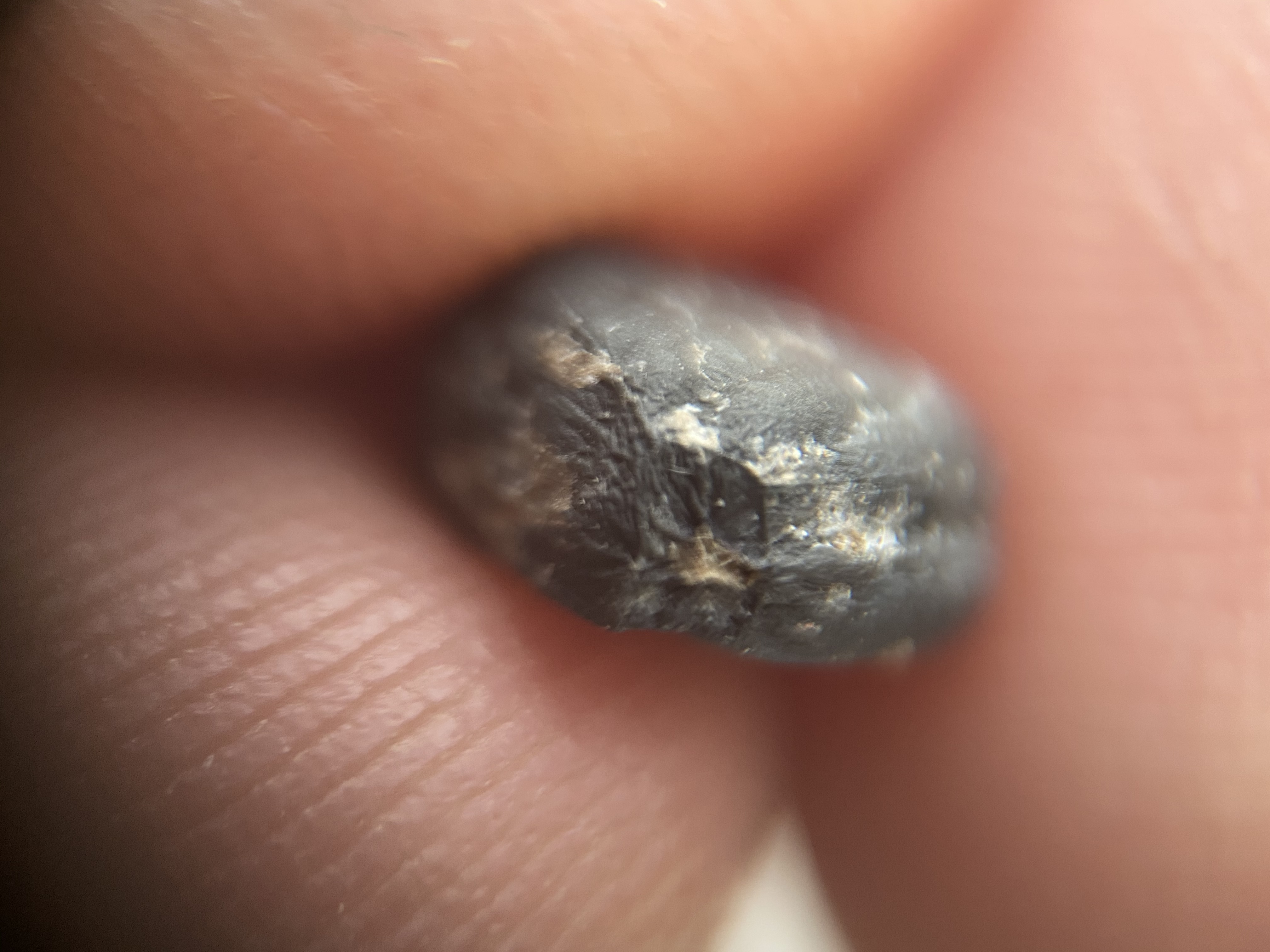
Polo embrionario de la semilla de Izote

Yucca periculosa es una especie de tamaño grande, ramificada, arborescentes que alcanza un tamaño de hasta 6 m de altura, con flores de color blanco cremoso., Cada una de sus hojas termina en un extremo agudo y duro, los nuevos brotes de hojas van apareciendo por el centro, y las hojas muertas se van acomodando en una especie de cubierta sobre el tronco, lo que le permite guardar más la humedad. Las semillas del Izote se encuentran dentro de pequeñas vainas en forma de huso de unos 10-12 cm de longitud y 4 cm de diámetro que cuelgan en racimos.

## Taxonomía
Yucca periculosa fue descrita por John Gilbert Baker y publicado en The Gardeners' Chronicle & Agricultural Gazette 1870: 1088. 1870.
Etimología
Yucca: nombre genérico que fue nombrado por Carlos Linneo y que deriva por error de la palabra taína: yuca (escrita con una sola "c").
periculosa: epíteto latíno 
Sinonimia
- Yucca periculosa Baker
- Yucca baccata var. periculosa (Baker) Baker
- Yucca baccata forma periculosa (Baker) Voss
- Sarcoyucca periculosa (Baker) Linding.
- Yucca circinata Baker
- Yucca baccata var. circinata (Baker) Baker[6][7]